# Paula Ivanová
Paula Ivanová (nepřechýleně Paula Ivan, rozená Paula Ilie; * 20. července 1963 Horești, Okres Fălești, Moldavsko) je bývalá rumunská atletka, běžkyně, která se specializovala na střední tratě. Je olympijskou vítězkou z roku 1988 a halovou mistryní Evropy v běhu na 1500 metrů.

## Sportovní kariéra
V roce 1986 na ME v atletice ve Stuttgartu skončila v rozběhu. Do finále se neprobojovala také na světovém šampionátu v Římě o rok později. Největších úspěchů dosáhla v roce 1988 na Letních olympijských hrách v jihokorejském Soulu, kde nejdříve vybojovala stříbrnou medaili v běhu na 3000 metrů a později se stala olympijskou vítězkou v běhu na 1500 metrů. Ve finále se jako jediná dostala pod hranici čtyř minut a časem 3:53,96 dodnes drží olympijský rekord.
10. února 1989 zaběhla v americkém East Rutherfordu ve státě New Jersey nový halový světový rekord v běhu na 1 míli, jehož hodnota byla 4:18,99. Dodnes je tento výkon druhým nejlepším v celé historii, když o rok později na stejném místě rekord o jednu sekundu a 85 setin vylepšila krajanka Ivanové Doina Melinteová. Brzy poté vybojovala na halovém ME 1989 v nizozemském Haagu zlatou medaili v běhu na 1500 metrů. Sedm let držela také světový rekord v běhu na 1 míli pod širým nebem. 10. července 1989 zaběhla ve francouzském Nice trať v čase 4:15,61. Její výkon překonala až v srpnu 1996 Ruska Světlana Mastěrkovová (4:12,56).

### Osobní rekordy
Hala
- 1500 m – 4:01,27 – 10. února 1989, East Rutherford
- 1 míle – 4:18,99 – 10. února 1989, East Rutherford
- 3000 m – 8:46,45 – 15. února 1987, Bacău

Dráha
- 1500 m – 3:53,96 – 1. října 1989, Soul – OR
- 1 míle – 4:15,61 – 10. července 1989, Nice
- 3000 m – 8:27,15 – 25. září 1988, Soul